# Good Will to Men
Good Will to Men ist ein US-amerikanischer animierter Kurzfilm von William Hanna und Joseph Barbera aus dem Jahr 1955.

## Handlung
In einer Kirchruine singt ein Mäusechor vom Organist begleitet das Lied Peace on Earth, Good Will to Men. Eine Maus will wissen, was eigentlich das Wort men, also Mensch bedeutet und der Organist blickt zurück. Die Menschen waren Wesen, die sich stets bekriegten. Einige trugen schreckenserregende Gasmasken, andere Helme und alle waren bewaffnet. Mit Maschinenpistolen töteten sie sich gegenseitig und wenn der Boden für die Kriege nicht ausreichte, kämpften sie in der Luft weiter. Der Sinn der Menschheit schien darin zu bestehen, stets mehr Menschen zu töten als der Gegner. Endlose Grabfelder zeugten von ihren Bemühungen.
Am Ende warfen beide Seiten zeitgleich eine Atombombe auf die gegnerische Seite ab, wobei sich die Wirkung beider Atompilze auf die gesamte Erde ausbreitete und so das menschliche Leben auf der Erde ausgelöscht wurde. Es trat Stille ein und hervor kamen die Tiere. In einer Kirchruine fanden sie ein Buch, das Regeln wie Du sollst nicht töten und Liebe deinen Nächsten wie dich selbst enthielt, und dem die Menschen offenbar keine Beachtung geschenkt haben. Der Organist war zu dem Zeitpunkt noch eine kleine Maus. Seit der Zeit lebt die Tiergesellschaft nach den Regeln des Buches, das die Bibel ist.
Die Mause stimmen erneut das Weihnachtslied. Die Kirchruine füllt sich mit Gottesdienstbesuchern, die sich frohe Weihnachten wünschen.

## Produktion
Good Will to Men kam am 23. Dezember 1955 in Technicolor die Kinos.
Der Film ist ein Remake des Kurztrickfilms Friede auf Erden, der 1939 kurz nach Beginn des Zweiten Weltkriegs erschienen war und für einen Oscar nominiert wurde. Good Will to Men geht jedoch auch auf die Ereignisse des Zweiten Weltkriegs ein, zeigt drastischere Kriegsbilder und endet mit Atombombenabwürfen, die im Film das Ende der Menschheit markieren.
Peace on Earth, Good Will to Men ist eine Neutextung des Weihnachtsliedes Hark! The Herald Angels Sing.

## Auszeichnungen
Good Will to Men wurde 1956 für einen Oscar in der Kategorie „Bester animierter Kurzfilm“ nominiert, konnte sich jedoch nicht gegen Speedy Gonzales durchsetzen.